# София Шарлота фон Вюртемберг
София Шарлота фон Вюртемберг (на немски: Sophie Charlotte von Württemberg; * 22 февруари 1671, Щутгарт; † 11 септември 1717, Алщет) е херцогиня от Вюртемберг и чрез женитба херцогиня на Саксония-Айзенах от 1688 до 1698 г.

## Живот
Дъщеря е на херцог Еберхард III фон Вюртемберг (1614 – 1674) и втората му съпруга графиня Мария Доротея София фон Йотинген (1639 – 1698), дъщеря на граф Йоахим Ернст фон Йотинген-Йотинген (1612 – 1659) и втората му съпруга графиня Анна Доротея фон Хоенлое-Нойенщайн-Глайхен (1621 – 1643). Тя е племенница на Албрехт Ернст I фон Йотинген-Йотинген, който се жени за две нейни полусестри: 1665 г. за херцогиня Кристина Фридерика и 1682 г. за херцогиня Еберхардина Катарина фон Вюртемберг.
София Шарлота се омъжва на 20 септември 1688 г. в Кирххайм за херцог Йохан Георг II фон Саксония-Айзенах (* 24 юли 1665; † 10 ноември 1698) от Еернестинските Ветини, вторият син на херцог Йохан Георг I фон Саксония-Айзенах (1634 – 1686) и графиня Йоханета фон Сайн-Витгенщайн (1626 – 1701). Бракът е бездетен. Той умира от шарка на 33 години на 10 ноември 1698 г. в Айзенах.
София Шарлота умира на 19 септември 1717 г. на 46 години в Алщет в Саксония-Анхалт и е погребана в църквата „Св. Георг“ в Айзенах.